# Italydella chachapoyana
Italydella chachapoyana là một loài ruồi trong họ Tachinidae.